# Terme di Wiesbaden
Le terme di Wiesbaden (in tedesco Kurhaus Wiesbaden, ovvero "casa di cura di Wiesbaden") sono le terme della città di Wiesbaden, capitale dell'Assia, in Germania. Principale centro benessere della città, la struttura presenta al suo interno due sale dei concerti, un ristorante e un importante casinò. Inoltre, le terme di Wiesbaden fungono da centro sociale e principale centro congressi della città.

## Storia

### XIX secolo

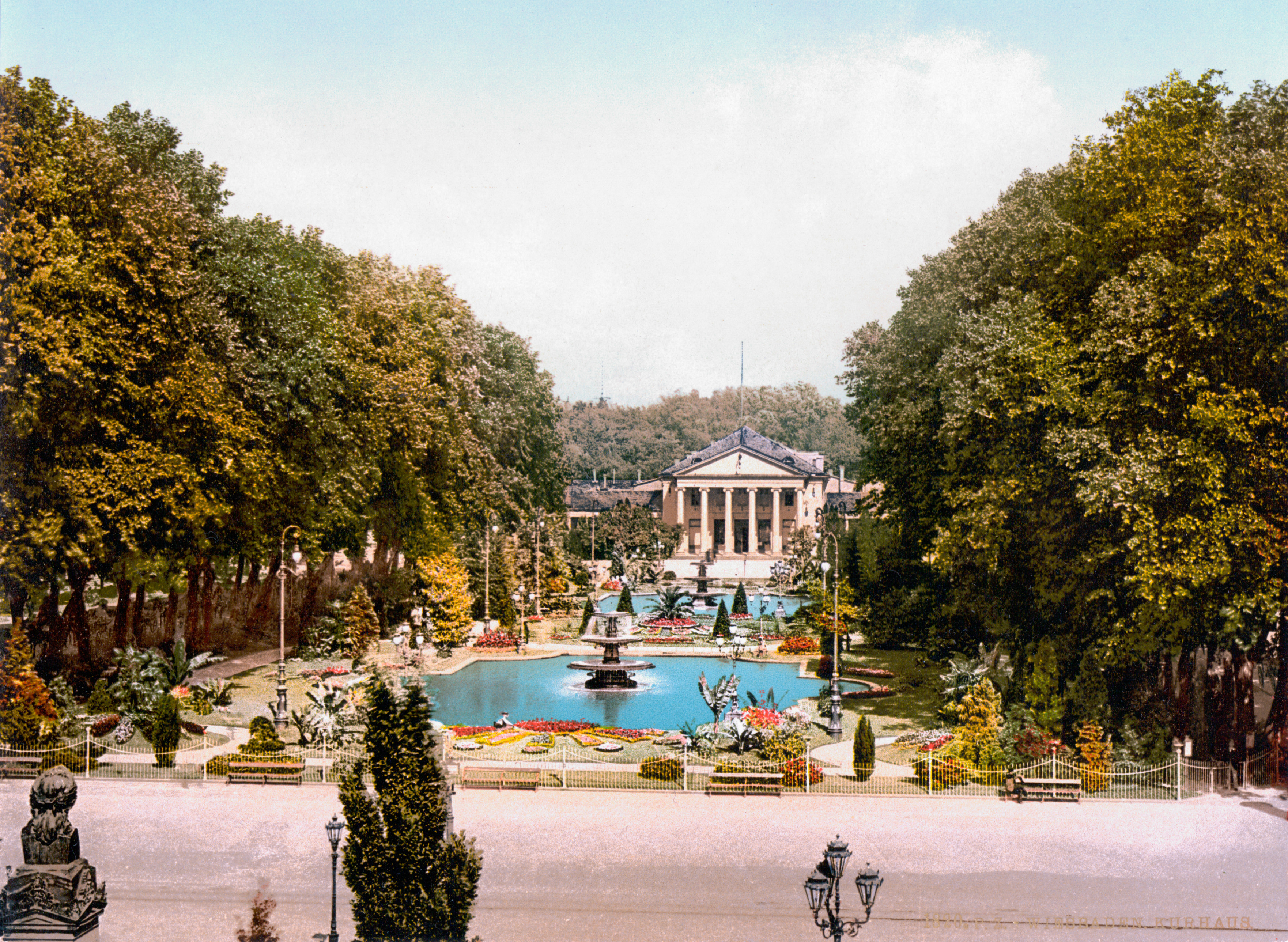
Le terme originarie (1900)

Nel 1810 venne costruito un primo centro termale su progetto di Christian Zais. La struttura era un esempio di architettura neoclassica con un portico decorato da colonne doriche e ioniche. La struttura venne elogiata da Goethe durante uno dei suoi molti viaggi e frequentata da un crescente numero di visitatori.

### XX secolo - oggi
L'enorme affluenza di turisti alle terme di Wiesbaden rese necessaria la demolizione dell'edificio e la costruzione di una nuova struttura più grande. Il nuovo edificio, che fu costruito fra il 1905 e il 1907, costò l'equivalente di sei milioni di goldmark e venne progettato da Friedrich von Thiersch. In occasione della cerimonia di inaugurazione delle terme, presenziò il kaiser Guglielmo II (il quale aveva contribuito alla ricostruzione dell'edificio), che definì la struttura "l'edificio termale più bello del mondo". All'inizio del XX secolo, il kurhaus divenne il luogo in cui si tenevano feste in maschera durante la stagione del carnevale. Dal 1949, l'ex sala dei vini dell'edificio è occupata dal casinò. Nel 1954, il vecchio organo Sauer della sala concerti "Friedrich von Thiersch" venne rimpiazzato da un nuovo modello della Steinmeyer dotato di 48 registri e 3000 canne. Dagli anni 1980, l'edificio ospita conferenze. Fra il 2004 e il 2006 venne costruito un parcheggio sotterraneo nei pressi della struttura e gli alberi che circondano il complesso sostituiti. Le terme di Wiesbaden furono anche il luogo in cui si tenne il Rheingau Musik Festival del 2007.

## Descrizione

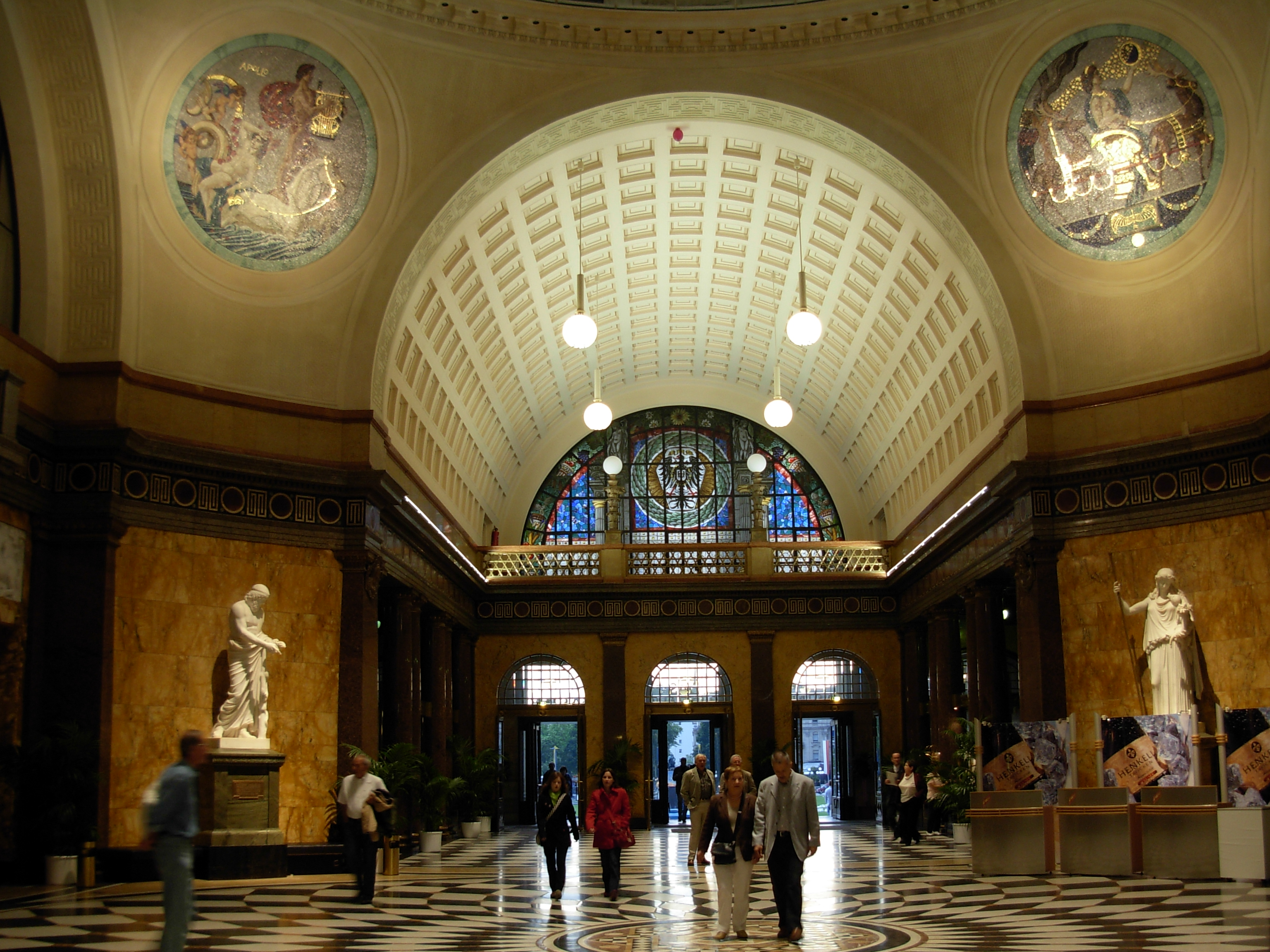
La hall

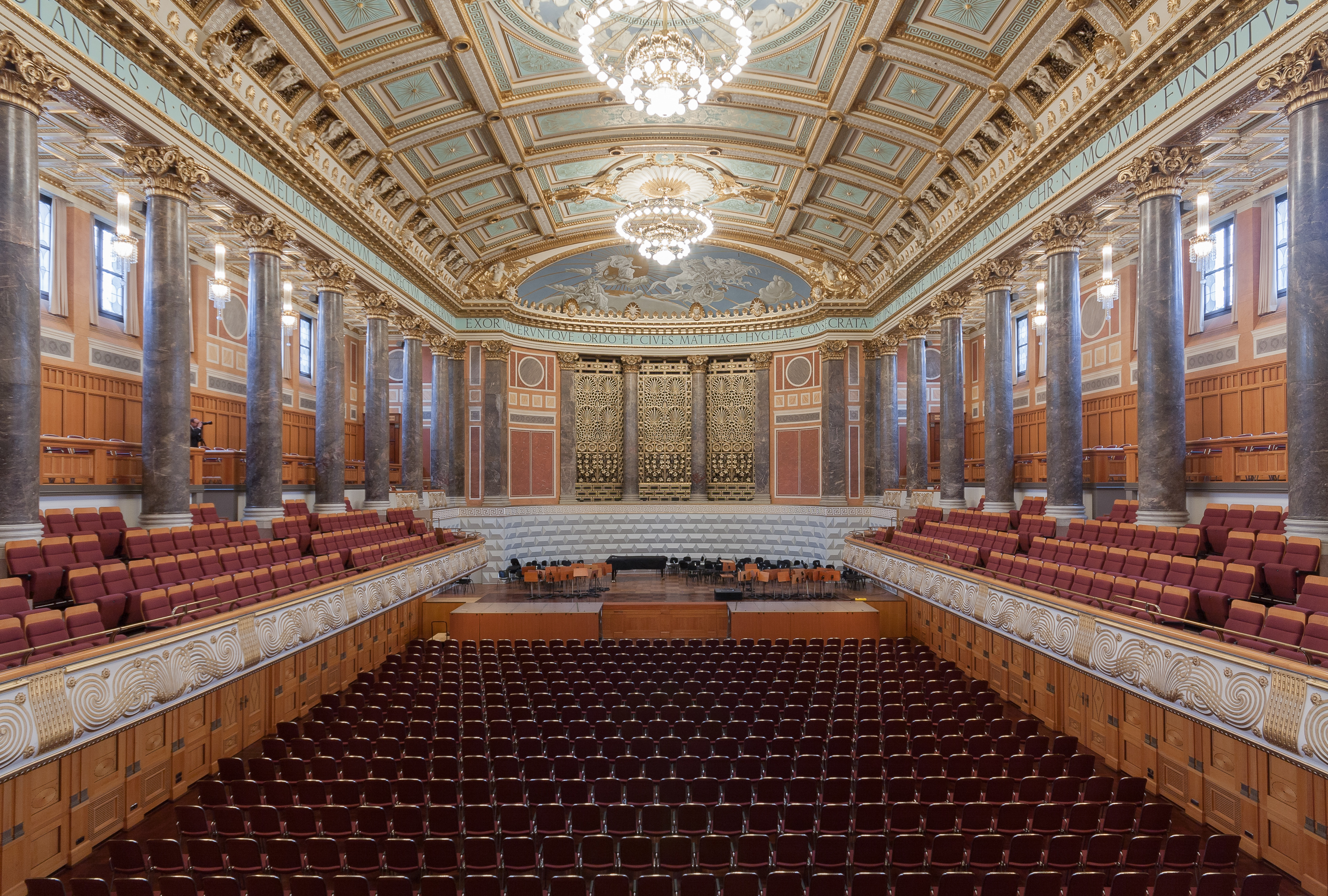
La "sala Friedrich von Thiersch"

Le terme di Wiesbaden si trovano presso l'area termale (Kureck) della città, alla fine di Wilhelmstraße. Il suo ingresso principale si trova a ovest e si affaccia sul prato delle bocce (Bowling Green), che occupa una vasta area verde con due fontane. Con i suoi 129 metri, quello del kurhaus è il colonnato più lungo d'Europa.
L'edificio è in stile Art Nouveau con elementi neoclassici, come conferma la facciata con un fregio con grifoni e una serie di colonne corinzie. Sul portale dell'edificio sono incise le parole Aquis Mattiacis ("le acque dei Mattiaci"), omaggio alla tribù germanica che un tempo abitava la zona. La hall, decorata da grandi statue classicheggianti, mosaici circolari, e sormontata da una cupola alta 21 metri, è affiancata da due ali di uguali dimensioni: una collocata a sud e una a nord. La prima è occupata dalla sala per concerti "Friedrich von Thiersch", decorata da pilastri, con il pavimento in parquet e affiancata da una balconata, una "sala delle conchiglie", uno spazio un tempo usato per la lettura decorato con ciottoli e conchiglie (simboli dell'acqua e della terra) che presentava anche affreschi di Fritz Erler e Alexander von Salzmann, un giardino d'inverno, e alcune sale riunioni. L'ala nord presenta invece un'altra sala della musica più piccola ("Sala Christian Zais"), un ristorante, e il casinò.
Sul lato sud del complesso si trova invece il Teatro di Stato dell'Assia. Dietro il Kurhaus, a est, si trova invece il Parco Termale, dotato di un palcoscenico a mezza cupola e uno stagno con fontana.